# Les Amateurs
Pour les articles homonymes, voir Les Amateurs (homonymie).
Pour plus de détails, voir Fiche technique et Distribution.
Les Amateurs est un film français réalisé par Martin Valente en 2003, sorti en 2004.

## Synopsis
Christophe et J-P galèrent sur tous les plans, travail, séduction... Mais ils ne veulent changer pour rien au monde malgré les événements dont ils vont être témoins.

## Fiche technique
- Titre : Les Amateurs
- Réalisation : Martin Valente
- Scénario : Martin Valente
- Production : Maurice Bernart et Pauline Duhault
- Musique originale : Denis Meriaux
- Photographie : Marie Spencer
- Montage : Raphaëlle Urtin
- Décors : Judith Lacour
- Costumes : Dolores Gonzalez
- Genre : comédie
- Durée : 93 minutes
- Pays :  France
- Dates de sortie :
  - France : 17 octobre 2003 (Festival international des jeunes réalisateurs de Saint-Jean-de-Luz)
  - France : 14 janvier 2004
  - Belgique : 21 janvier 2004

## Distribution
- Lorànt Deutsch : Christophe Pichon "Chris"
- Jalil Lespert : Jamel Mezaoui "J.P."
- Pascal Légitimus : Jimmy
- François Berléand : Monsieur Meinau
- Nathalie Krebs : Madame Meinau
- Barbara Cabrita : Malika
- Sara Martins : Maya
- Hubert Saint-Macary : Deschamps
- Luce Mouchel : Martine
- Mattéo Vallon : Edmond
- Yannis Belal : Rachid
- Samy Zitouni : Abdel
- Loïc Corbery : Richard
- Philippe Awat : Le chef braqueur
- Alain Villain et Abel Jafri : Les braqueurs
- Didier Ménin : Le directeur de l'école
- Dominique Frot : La directrice de l'école
- Jean-Jacques Vanier : Adrien
- Robert Rollis : Le père d'Adrien
- Delphine Rivière : La sœur d'Adrien
- Omar Bekhaled : L'épicier
- Max Boublil : Le militant de la fac
- Bénédicte Sacchi : La bibliothècaire
- Blanche de Saint-Phalle : Junie
- Carlos Leal : Britannicus
- Jacques Gallo : L'adjudant
- Antoine Blanquefort : Le chauffeur du car
- Philippe Lefebvre : L'inspecteur
- Luc Wouters : Le routier
- Olivia Orlandi : La femme du braquage
- Laurent Paty : Le coursier